# Ganting Kulon
Ganting Kulon is een bestuurslaag in het regentschap Probolinggo van de provincie Oost-Java, Indonesië. Ganting Kulon telt 2163 inwoners (volkstelling 2010).